# Polestar 2
極星2是富豪汽車旗下极星的一款5门純電動車。2020年3月，這款車型開始在中国浙江台州市路桥区生产。 2020年10月，所有 Polestar 2 都被召回。 2023年1月，升级版Polestar 2亮相。

## 概述

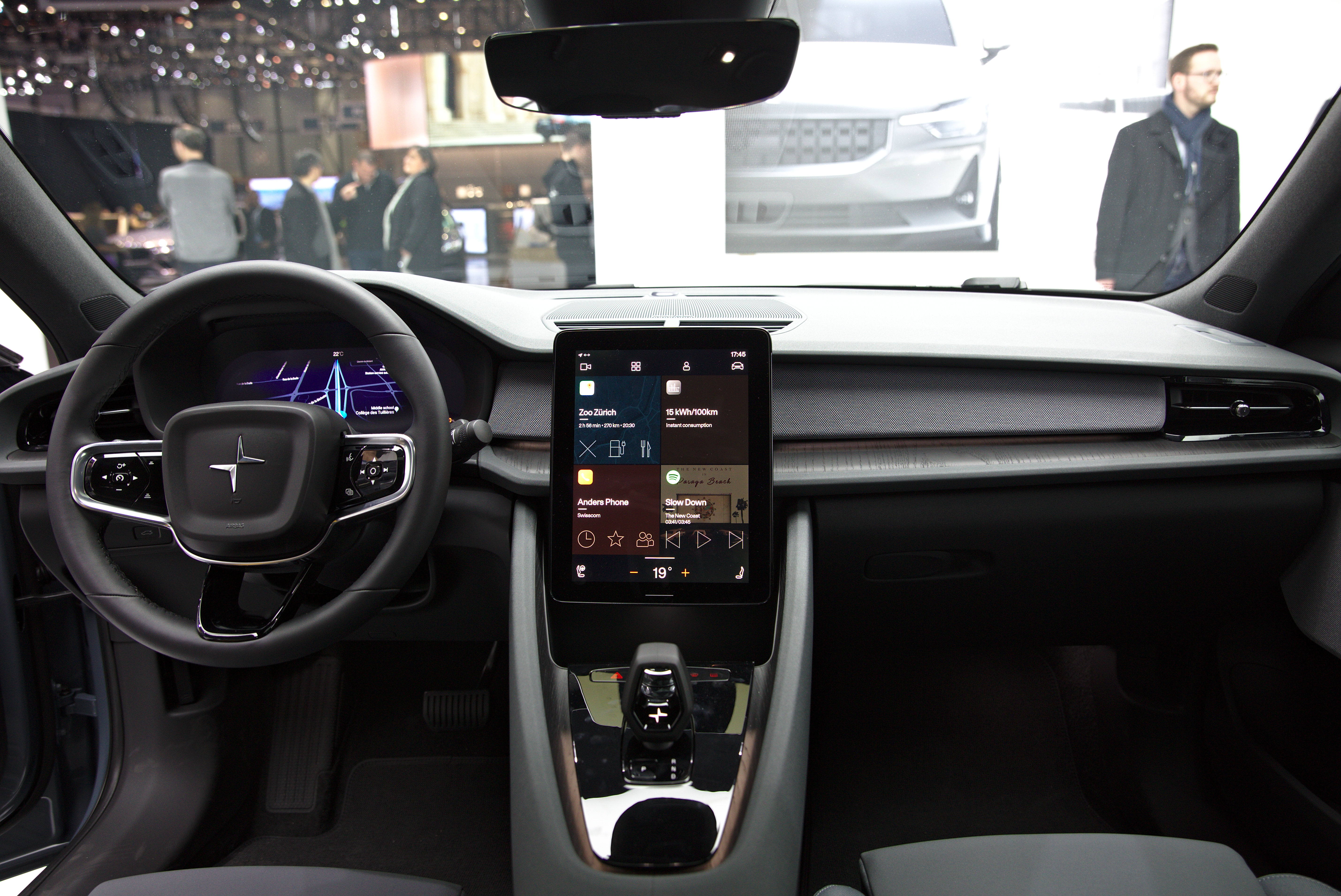
Polestar 2 內裝

Polestar 2是繼Polestar 1之後Polestar品牌下的第二款車型，也是Polestar品牌下的第一款純電動車型和量產車型。最早於 2019 年 2 月 27 日透過網路直播正式亮相，並在 2019 年日內瓦汽車展上首次公開亮相。

### 小改款
小改款 Polestar 2 於 2023 年 1 月發布，作為 2024 年式車型，入門級車型的標準動力傳動系統由後輪驅動改為前輪驅動。
前端也進行了更新，將網格狀格柵換成了覆蓋範圍更廣的版本，並在中央配備了一系列感測器和一個攝影機。此外，Pilot Pack 將成為北美市場雙馬達車型的標配。

### BST版

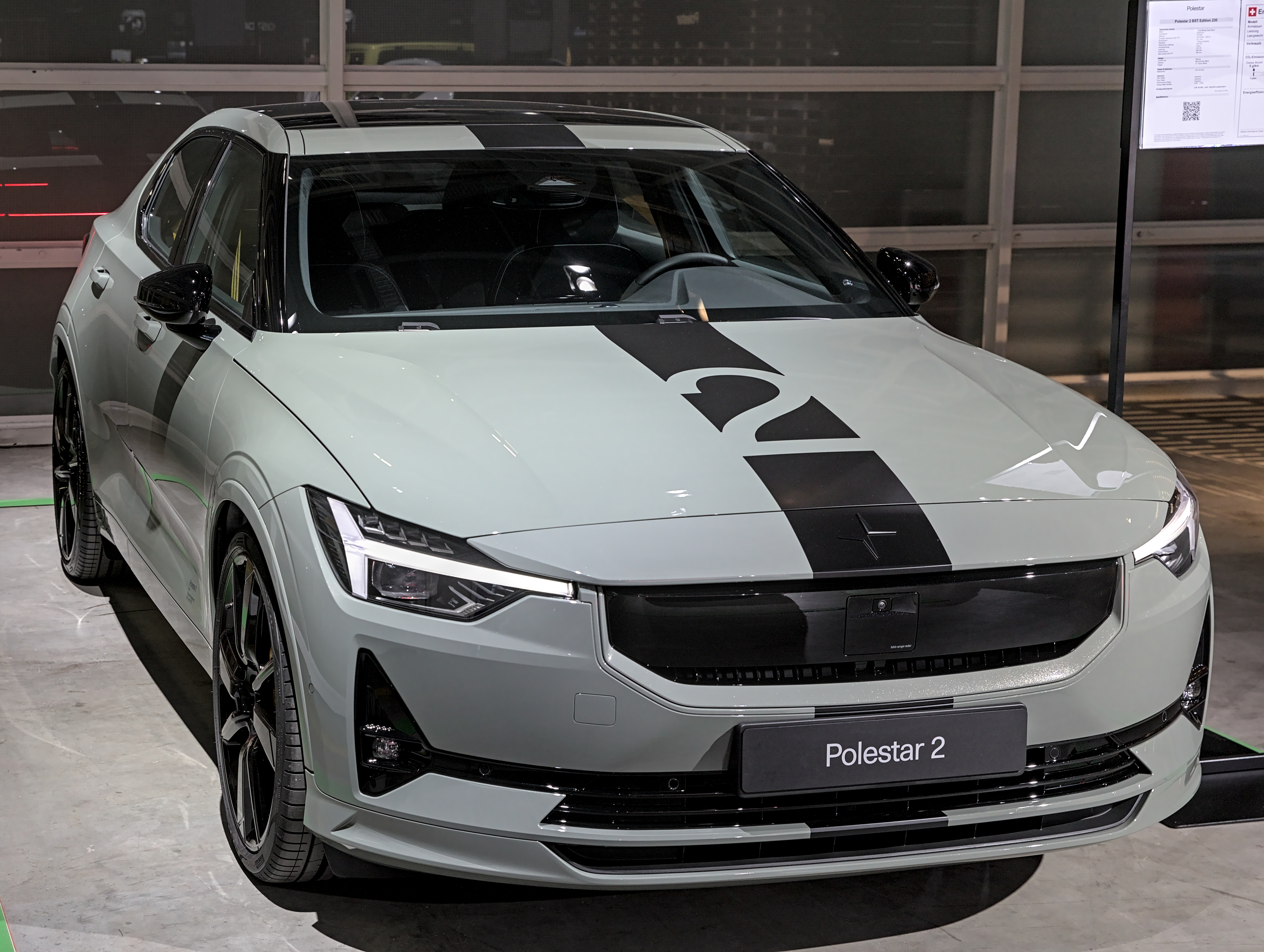
Polestar 2 BST 版

BST 版為極星2的性能版本，變更包括外觀車身線條和來自改款 Polestar 2 的格柵插件。
技術升級包括降低 25mm 的懸吊、Öhlins手動調整減震器、加強彈簧、定制的倍耐力 P ZERO 輪胎以及改進的性能，兩個電動馬達經過調整可產生 470匹馬力的總輸出功率。

### 公務車輛
2023年極星2被新加坡警察部隊選為新一代高速公路巡邏車，將取代BMW 3系列及Volvo S80，首輛車於2025年4月份亮相，全數19輛將於2025下半年度投入使用。

## 規格
| 版本         | 續航里程 | 最高速度 | 零百加速 |
| ------------ | -------- | -------- | -------- |
| 單馬達標準版 | 473km    | 205km/h  | 5.0-7.0s |
| 單馬達長程版 | 540km    | 205km/h  | 5.0-7.0s |
| 雙馬達長程版 | 481km    | 205km/h  | 4.0-4.5s |